# カッパーベルト大学
カッパーベルト大学（カッパーベルトだいがく、英語: Copperbelt University）は1987年12月1日の法律第19号によりザンビア国会によって設立が決定されたザンビアの公立大学である。略称はCBU。カッパーベルト州・キトウェ市に本部を置いている。前身はザンビア大学の一部である。設立当初は商学部と環境学部（現在の建築環境学部）の2学部であったが、2010年7月現在は5つの学部と生涯教育理事会で組織されている。学生数は約4200人（うち修士課程約120人）、職員は200人の教職員を含む600人を数えている。商学部にのみ修士課程が置かれている。

## 組織
- 工学部 - 前身はザンビア工科大学。
- 数学・自然科学部
- 天然資源学部 - 主に林業関係を取り扱う。前身は林学木材科学部。
- 商学部 - 設立当初から存在する。修士課程が置かれている。
- 建築環境学部 - 設立当初から存在する。旧称は環境学部。
- 生涯教育センター(Centre for Lifelong Education,CLLE)